# George Cakobau

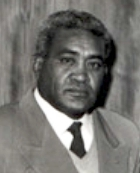
George Cakobau

Ratu Sir George Kadavulevu Cakobau GCMG GCVO OBE (* 6. November 1912; † 25. November 1989) war ein Häuptling von Fidschi und Governor-General of Fiji von 1973 bis 1983. Er war ein Urenkel von Ratu Seru Epenisa Cakobau, dem König von Bau, der alle Stämme Fidschis in der Mitte des 19. Jahrhunderts unter seiner Herrschaft vereinigte und in der Folge 1874 die Inseln an das Britische Weltreich abtrat. Ratu Sir George hatte die traditionellen Titel des Vunivalu von Bau und Tui Levuka geerbt und galt daher als Fidschis höchstrangiger traditioneller Häuptling. Cakobau wurde 1973 als Governor-General ernannt und wurde damit der erste eingeborene Fidschianer, der als Repräsentant von Queen Elisabeth II. eingesetzt wurde.

## Jugend und Ausbildung
Cakobau erhielt seine Ausbildung zunächst an der Queen Victoria School in Fidschi, dann am Newington College in Australien (1927–1932) und am Wanganui Technical College in Wanganui, Neuseeland. Er wurde 1938 Mitglied des Great Council of Chiefs (Bose Levu Vakaturaga), dem er bis 1972 angehört. Als er in dieses Konzil aufgenommen wurde, hatte die Institution noch die Macht, Gesetze für die ethnischen Fidschianer zu erlassen. Diese Macht wurde dem Council jedoch zum Ende der Kolonialzeit entzogen, als moderne politische Institutionen eingerichtet wurden.
Cakobau diente mit den Streitkräften Fidschis (Royal Fiji Military Forces) im Zweiten Weltkrieg (1939–1945), wo er in den Rang eines Captain aufstieg. Nach seiner Rückkehr nach Fidschi wurde er 1951 in das Legislative Council of Fiji berufen als Ersatz für den verstorbenen George Toganivalu. Er blieb auch Mitglied dieser Institution, als sie zum House of Representatives umgewidmet wurde, als Fidschi 1970 unabhängig wurde, bis zu seiner Ernennung zum Governor-General. Er diente im Kabinett, zuerst als Minister for Fijian Affairs und Local Government und in der Folge als Minister without Portfolio von 1970 bis 1972.

## Governor-General of Fiji
Eine bedeutende Periode in Cakobaus Dienstzeit war die Zeit, in der er Governor-General war. Im März 1977 entwickelte sich die Verfassungskrise in der Folge der Wahlen, in welchen die Indio-Fidschier mit der National Federation Party (NFP) eine knappe Mehrheit errangen. Drei Tage nach der Wahl zersplitterte die NFP in einem Führungsstreit und Cakobau, der als kommissarisches Staatsoberhaupt Fidschis agierte, berief den geschlagenen Premierminister, Ratu Kamisese Mara, eine neue Regierung zu bielden und setzte Neuwahlen für Neuwahlen für September an, in denen Maras Alliance Party einen Erdrutschsieg davontrug.
In einem öffentlichen Statement verteidigte Cakobau sein Handeln:

„In den gegenwärtigen Wahlen, gab das Volk von Fidschi kein klares Mandat an keine der großen politischen Parteien. Es wurde, daher, die Pflicht des Governor-General unter der Verfassung dasjenige Mitglied des House of Representatives zum Premierminister zu ernennen, welcher für ihn als am besten geeignet erscheint um die Unterstützung der Mehrheit der Mitglieder des Hauses zu erhalten. Der Governor-General war nicht früher in der Lage zu handeln, da er bis zu diesem Nachmittag nicht informiert war, wer als Führer der National Federation Party gewählt war. Der Governor-General, nachdem er alle relevanten Umstände in Betracht gezogen hat, ist zu dem festen Beschluss gekommen, dass die Person, die am ehesten fähig ist, mehrheitliche Unterstützung der Mitglieder [des Parlaments] zu veranlassen, der Führer der Alliance Party ist, Ratu Sir Kamisese Mara. in Übereinstimmung mit der Verfassung und Handeln in seinem eigenen Urteil hat der Governor-General dementsprechend Ratu Sir Kamisese als Premierminister ernannt.“

Obwohl Cakobaus Handeln unzweifelhaft verfassungsgemäß war, war das Vorgehen doch kontrovers. Trotz des Durcheinanders in der NFP, waren viele Menschen, besonders Angehörige der Indo-Fidschianischen Gemeinschaft, erzürnt über seine Rolle, in der er eine reguläre Wahl beeinflusst hatte und viele Indo-Fidschianer sahen die Ereignisse als krassen Schachzug um die privilegierte Position seines Stammes- und Häuptlingskollegen zu erhalten, der die Mara-Regierung dominierte.

## Ehrungen
Cakobau wurde mit zahlreichen Ehrungen ausgezeichnet. Er erhielt die Royal Victorian Chain, eine seltene und prestigeträchtige Ehrung, welche ihm als Zeichen einer speziellen Beziehung zwischen Fidschi und der Monarchy of Fiji (bis 1987) verliehen wurde. Er erhielt diese nach einem Besuch von Königin Elisabeth II. 1982. Er war auch Freimaurer.

## Sport
Cakobau spielte in vier First-Class-Cricket-Spielen für Fidschi im Verlauf der Tour 1947/48 durch Neuseeland. Sein First-Class-Debüt gab Cakobau gegen Auckland und sein viertes und letztes Spiel absolvierte er gegen Otago. In diesen Spielen erzielte er 176 Rund und 5 Wickets. Auf derselben Tour spielte er darüber hinaus noch 9 weitere Non-First-Class Matches.
Ein Rugby-Union-Test-Match spielte er für das Fidschi 1939 gegen ein Maori-Team aus Neuseeland in Hamilton. Fidschi gewann mit 10 Punkten Vorsprung. Cakobau konnte dabei zwei Punkte durch eine Erhöhung beitragen.

## Familie und Vermächtnis
Cakobau war zweimal verheiratet. Die erste Ehe ging er mit Veniana Gavoka ein, die zweite mit Lelea Seruwaia Balekiwai. Mehrere seiner Kinder haben sich ebenfalls im öffentlichen Dienst ausgezeichnet. Samanunu Talakuli war Mitglied des Cabinet of Fiji und wurde Hochkommissarin (High Commissioner) für Malaysia, bevor sie im Juni 2006 in den Senate of Fiji berufen wurde. George Cakobau, Jr. und Litia Cakobau dienten ebenfalls als im Senat von 2001 bis 2006. Der jüngste Sohn, Tanoa Cakobau, war Präsident der Conservative Alliance-Matanitu Vanua und damit Juniorpartner der herrschenden Koalition von 2001 bis 2006.
Cakobau zog sich 1983 aus seinen Ämtern zurück, aber als Fidschis traditioneller Oberhäuptling blieb er bis zu seinem Tod 1989 sehr einflussreich.